# Лейнинген, Феодора
А́нна Феодо́ра Авгу́ста Шарло́тта Вильгельми́на Лейнинге́нская (нем. Anna Feodora Auguste Charlotte Wilhelmine zu Leiningen; 7 декабря 1807, Аморбах — 23 сентября 1872, Баден-Баден) — принцесса Лейнингенская, единоутробная сестра английской королевы Виктории. Дочь князя Эмиха Карла Лейнингенского и принцессы Виктории Саксен-Кобург-Заальфельдской. Супруга князя Эрнста I Гогенлоэ-Лангенбургского.

## Биография

### Ранняя жизнь
Феодора родилась 7 декабря 1807 года в немецком городе Аморбахе. Её родителями были немецкий князь Эмих Карл Лейнингенский, сын князя Карла Фридриха Вильгельма Лейнингенского, и графини Кристины Вильгельмины Луизы Сольмс-Рёдельгеймской, и принцесса Виктория Саксен-Кобург-Заальфельдская, дочь Франца, герцога Саксен-Кобург-Заальфредского, и графини Августы Рейсс-Эберсдорфской. Родители матери были предками многих королевских династий Европы, включая нынешних монархов Великобритании и Бельгии. 
У неё был единственный брат, будущий князь Карл Лейнингенский. Когда принцессе исполнилось семь, умер её отец.
28 мая 1818 года мать Феодоры повторно вышла замуж за британского принца Эдуарда Августа, герцога Кентского, одного из сыновей короля Георга III. В следующем году Виктория вместе с дочерью Феодорой переехала в Великобританию. Герцогиня Кентская была беременна, а ребёнок, который в будущем мог бы стать британским монархом, должен был родиться на территории Соединённого Королевства. 24 мая 1819 года родилась дочь Александрина Виктория, будущая королева и императрица. В следующем году герцог Кентский скончался и мать Феодоры во второй раз стала вдовой.
Феодора имела тесные отношения с принцессой Викторией в качестве старшей сестры. Согласно историку Кристоферу Хибберту, «Феодора старалась как можно быстрее покинуть Кенсингтонский дворец, где проживала её мать, взяв с собой принцессу Викторию и её гувернантку баронессу Луизу Лецен, потому что не хотела быть узницей Кенсингтонского дворца, как это в будущем было с младшей сестрой».

### Брак
В начале 1828 года в Кенсингтонском дворце Феодора вышла замуж за немецкого аристократа Эрнста I Гогенлоэ-Лангенбургского, с которым до этого виделась всего пару раз. Он был сыном князя Карла Людвига Гогенлоэ-Лангенбургского, и графини Амалии Генриетты Сольмс-Барутской. После медового месяца принцесса переехала в Баварию, где прожила до конца жизни. Супруги проживали в большом дворце Лангенбург. 

Скульптура на могиле принцессы Феодоры

Княгиня активно участвовала в благотворительной деятельности, заботилась о бедняках и брошенных детях, открыла для них несколько учреждений. Феодора поддерживала связь со своей единоутробной сестрой и другими родственниками в Великобритании вплоть до смерти. Когда княгиня Лейнингенская приезжала в Англию, она каждый раз получала по 300 фунтов стерлингов и участвовала в жизни столичного общества .
Муж умер в 1860 году. После этого вдовствующая княгиня переехала на виллу Гогенлоэ в Баден-Бадене. В начале 1872 года младшая дочь Феодоры умерла от скарлатины. Сама княгиня умерла в том же году, 23 сентября в Баден-Бадене. Похоронена на местном кладбище. Среди внучек Феодоры была королева Пруссии и императрица Германии Августа Виктория, супруга императора Вильгельма II, который приходился внуком королеве Великобритании Виктории.

### Дети
От брака с князем Эрнстом I Гогенлоэ-Лангенбургским родилось шестеро детей:
- князь Ка́рл Лю́двиг II Вильге́льм Леопо́льд (25.10.1829—16.05.1907) — следующий князь Гогенлоэ-Лангенбургский, отказался от прав наследования и титула; женился на Марии Доротее Гратволь, имели сына и двух дочерей;
- принцесса Эли́за Аделаи́да Викто́рия (8.11.1830—27.02.1850) — умерла в молодости, замужем не была;
- князь Герман (31.08.1832—8.03.1913) — князь Гогенлоэ-Лангенбургский после отречения старшего брата, был женат на принцессе Леопольдине Баденской, имели сына и двух дочерей;
- принц Ви́ктор Фердина́нд Фра́нц Евге́ний Густа́в Адо́льф Константи́н Фри́дрих[нем.] (11.12.1833—31.11.1891) — британский военно-морской офицер, скульптор, заключил морганатический брак с графиней Лаурой Вильгельминой Сеймур[англ.], имели сына и трёх дочерей;
- принцесса Адельгейда (20.07.1835—25.01.1900) — супруга герцога Фридриха VIII Шлезвиг-Гольштейнского, имели троих сыновей и четверых дочерей, одной из которых была Августа Виктория, супруга германского императора Вильгельма II;
- принцесса Феодо́ра Викто́рия Аделаи́да (7.08.1839—10.02.1872) — вышла замуж за Георга II, герцога Саксен-Мейнингенского, имели троих сыновей.